# Gran Premio de Italia de Motociclismo
El Gran Premio de Italia de Motociclismo (en italiano: Gran Premio motociclistico d’Italia; hasta 1990: Gran Premio de las Naciones, Gran Premio delle Nazioni) es una carrera de motociclismo de velocidad que se corre desde el año 1949 en Italia. Ha sido parte del calendario del Campeonato Mundial de Motociclismo desde su primera temporada con la única excepción de la temporada 2020.
La carrera tuvo lugar en el Autodromo Nazionale Monza hasta 1979 (salvo en 1969, cuando se corrió en Imola). La sede comenzó a turnarse entre Monza, Imola, Mugello y Misano hasta 1993. Desde el Gran Premio de Italia de 1994, la carrera se celebra en Mugello. Dada la disputa entre los distintos circuitos para recibir al mundial de motociclismo, el Gran Premio de San Marino de Motociclismo se ha usado como segunda fecha italiana desde 1981.
El piloto italiano Valentino Rossi ganó todas las ediciones en la división MotoGP desde 2002 hasta 2008. Casey Stoner cortó esa racha en 2009; el australiano nunca había ganado el Gran Premio de Italia en ninguna de las divisiones. Desde 2010 se ha establecido un dominio de los pilotos españoles con cinco victorias seguidas, repartiéndose 3 victorias para Jorge Lorenzo y una para cada uno para Dani Pedrosa y Marc Márquez. Otros múltiples ganadores han sido Michael Doohan, Kenny Roberts, Giacomo Agostini, Mike Hailwood, Alex Crivillé y Alex Barros.

## Ganadores del Gran Premio de Italia de Motociclismo

### Ganadores múltiples (pilotos)
| # Victorias | Piloto            | Victorias | Victorias                                |
| # Victorias | Piloto            | Categoría | Años ganador                             |
| ----------- | ----------------- | --------- | ---------------------------------------- |
| 9           | Valentino Rossi   | MotoGP    | 2002, 2003, 2004, 2005, 2006, 2007, 2008 |
| 9           | Valentino Rossi   | 250 cc    | 1999                                     |
| 9           | Valentino Rossi   | 125 cc    | 1997                                     |
| 7           | Jorge Lorenzo     | MotoGP    | 2011, 2012, 2013, 2015, 2016, 2018       |
| 7           | Jorge Lorenzo     | 250 cc    | 2006                                     |
| 6           | Mick Doohan       | 500 cc    | 1991, 1994, 1995, 1996, 1997, 1998       |
| 4           | Marc Márquez      | MotoGP    | 2014, 2025                               |
| 4           | Marc Márquez      | Moto2     | 2011                                     |
| 4           | Marc Márquez      | 125 cc    | 2010                                     |
| 3           | Luca Cadalora     | 500 cc    | 1993                                     |
| 3           | Luca Cadalora     | 250 cc    | 1991, 1992                               |
| 3           | Max Biaggi        | 250 cc    | 1995, 1996, 1997                         |
| 3           | Roberto Locatelli | 125 cc    | 1999, 2000, 2004                         |
| 3           | Mattia Pasini     | Moto2     | 2017                                     |
| 3           | Mattia Pasini     | 250 cc    | 2009                                     |
| 3           | Mattia Pasini     | 125 cc    | 2006                                     |
| 3           | Francesco Bagnaia | MotoGP    | 2022, 2023, 2024                         |
| 2           | Noboru Ueda       | 125cc     | 1994, 2001                               |
| 2           | Manuel Poggiali   | 250 cc    | 2003                                     |
| 2           | Manuel Poggiali   | 125 cc    | 2002                                     |
| 2           | Dani Pedrosa      | MotoGP    | 2010                                     |
| 2           | Dani Pedrosa      | 250cc     | 2005                                     |
| 2           | Andrea Iannone    | Moto2     | 2010, 2012                               |
| 2           | Esteve Rabat      | Moto2     | 2014, 2015                               |
| 2           | Miguel Oliveira   | Moto2     | 2018                                     |
| 2           | Miguel Oliveira   | Moto3     | 2015                                     |
| 2           | Pedro Acosta      | Moto2     | 2022, 2023                               |

### Ganadores múltiples (constructores)
| # Victorias | Constructor | Victorias | Victorias                                                              |
| # Victorias | Constructor | Categoría | Años ganador                                                           |
| ----------- | ----------- | --------- | ---------------------------------------------------------------------- |
| 27          | Honda       | MotoGP    | 2002, 2003, 2010, 2014                                                 |
| 27          | Honda       | 500 cc    | 1991, 1994, 1995, 1996, 1997, 1998, 1999, 2000, 2001                   |
| 27          | Honda       | 250 cc    | 1991, 1992, 1994, 1997, 2005                                           |
| 27          | Honda       | Moto3     | 2018, 2019, 2021                                                       |
| 27          | Honda       | 125 cc    | 1991, 1992, 1993, 1994, 1995, 1998                                     |
| 23          | Aprilia     | 250 cc    | 1993, 1995, 1996, 1998, 1999, 2001, 2002, 2003, 2004, 2006, 2007, 2009 |
| 23          | Aprilia     | 125 cc    | 1996, 1997, 1999, 2000, 2003, 2004, 2006, 2007, 2008, 2009, 2011       |
| 13          | Yamaha      | MotoGP    | 2004, 2005, 2006, 2007, 2008, 2011, 2012, 2013, 2015, 2016, 2021       |
| 13          | Yamaha      | 500 cc    | 1993                                                                   |
| 13          | Yamaha      | 250 cc    | 2000                                                                   |
| 11          | Kalex       | Moto2     | 2013, 2014, 2015, 2016, 2017, 2019, 2021, 2022, 2023, 2024, 2025       |
| 9           | KTM         | Moto2     | 2018                                                                   |
| 9           | KTM         | Moto3     | 2013, 2014, 2015, 2016, 2017, 2023, 2025                               |
| 9           | KTM         | 125 cc    | 2005                                                                   |
| 8           | Ducati      | MotoGP    | 2009, 2017, 2018, 2019, 2022, 2023, 2024, 2025                         |
| 2           | Gilera      | 250 cc    | 2008                                                                   |
| 2           | Gilera      | 125 cc    | 2002                                                                   |
| 2           | Speed Up    | Moto2     | 2010, 2012                                                             |

### Por año
| Año  | Circuito | Moto3         | Moto3       | Moto2           | Moto2       | MotoGP       | MotoGP      |
| Año  | Circuito | Piloto        | Constructor | Piloto          | Constructor | Piloto       | Constructor |
| ---- | -------- | ------------- | ----------- | --------------- | ----------- | ------------ | ----------- |
| 2025 | Mugello  | Máximo Quiles | KTM         | Manuel González | Kalex       | Marc Márquez | Ducati      |

| Año  | Circuito | MotoE              | MotoE       | MotoE          | MotoE       | Moto3          | Moto3       | Moto2        | Moto2       | MotoGP            | MotoGP      |
| Año  | Circuito | Carrera 1          | Carrera 1   | Carrera 2      | Carrera 2   | Moto3          | Moto3       | Moto2        | Moto2       | MotoGP            | MotoGP      |
| Año  | Circuito | Piloto             | Constructor | Piloto         | Constructor | Piloto         | Constructor | Piloto       | Constructor | Piloto            | Constructor |
| ---- | -------- | ------------------ | ----------- | -------------- | ----------- | -------------- | ----------- | ------------ | ----------- | ----------------- | ----------- |
| 2024 | Mugello  | Kevin Zannoni      | Ducati      | Mattia Casadei | Ducati      | David Alonso   | CFMoto      | Joe Roberts  | Kalex       | Francesco Bagnaia | Ducati      |
| 2023 | Mugello  | Andrea Mantovani   | Ducati      | Eric Granado   | Ducati      | Daniel Holgado | KTM         | Pedro Acosta | Kalex       | Francesco Bagnaia | Ducati      |
| 2022 | Mugello  | Dominique Aegerter | Energica    | Matteo Ferrari | Energica    | Sergio García  | Gas Gas     | Pedro Acosta | Kalex       | Francesco Bagnaia | Ducati      |

| Año  | Circuito | Moto3                           | Moto3                           | Moto2                           | Moto2                           | MotoGP                          | MotoGP                          |
| Año  | Circuito | Piloto                          | Constructor                     | Piloto                          | Constructor                     | Piloto                          | Constructor                     |
| ---- | -------- | ------------------------------- | ------------------------------- | ------------------------------- | ------------------------------- | ------------------------------- | ------------------------------- |
| 2021 | Mugello  | Dennis Foggia                   | Honda                           | Remy Gardner                    | Kalex                           | Fabio Quartararo                | Yamaha                          |
| 2020 | Mugello  | Edición cancelada - Coronavirus | Edición cancelada - Coronavirus | Edición cancelada - Coronavirus | Edición cancelada - Coronavirus | Edición cancelada - Coronavirus | Edición cancelada - Coronavirus |
| 2019 | Mugello  | Tony Arbolino                   | Honda                           | Álex Márquez                    | Kalex                           | Danilo Petrucci                 | Ducati                          |
| 2018 | Mugello  | Jorge Martín                    | Honda                           | Miguel Oliveira                 | KTM                             | Jorge Lorenzo                   | Ducati                          |
| 2017 | Mugello  | Andrea Migno                    | KTM                             | Mattia Pasini                   | Kalex                           | Andrea Dovizioso                | Ducati                          |
| 2016 | Mugello  | Brad Binder                     | KTM                             | Johann Zarco                    | Kalex                           | Jorge Lorenzo                   | Yamaha                          |
| 2015 | Mugello  | Miguel Oliveira                 | KTM                             | Esteve Rabat                    | Kalex                           | Jorge Lorenzo                   | Yamaha                          |
| 2014 | Mugello  | Romano Fenati                   | KTM                             | Esteve Rabat                    | Kalex                           | Marc Márquez                    | Honda                           |
| 2013 | Mugello  | Luis Salom                      | KTM                             | Scott Redding                   | Kalex                           | Jorge Lorenzo                   | Yamaha                          |
| 2012 | Mugello  | Maverick Viñales                | FTR Honda                       | Andrea Iannone                  | Speed Up                        | Jorge Lorenzo                   | Yamaha                          |
| Año  | Circuito | 125cc                           | 125cc                           | Moto2                           | Moto2                           | MotoGP                          | MotoGP                          |
| Año  | Circuito | Piloto                          | Constructor                     | Piloto                          | Constructor                     | Piloto                          | Constructor                     |
| 2011 | Mugello  | Nicolás Terol                   | Aprilia                         | Marc Márquez                    | Suter                           | Jorge Lorenzo                   | Yamaha                          |
| 2010 | Mugello  | Marc Márquez                    | Derbi                           | Andrea Iannone                  | Speed Up                        | Dani Pedrosa                    | Honda                           |
| Año  | Circuito | 125cc                           | 125cc                           | 250cc                           | 250cc                           | MotoGP                          | MotoGP                          |
| Año  | Circuito | Piloto                          | Constructor                     | Piloto                          | Constructor                     | Piloto                          | Constructor                     |
| 2009 | Mugello  | Bradley Smith                   | Aprilia                         | Mattia Pasini                   | Apilia                          | Casey Stoner                    | Ducati                          |
| 2008 | Mugello  | Simone Corsi                    | Aprilia                         | Marco Simoncelli                | Gilera                          | Valentino Rossi                 | Yamaha                          |
| 2007 | Mugello  | Hector Faubel                   | Aprilia                         | Álvaro Bautista                 | Aprilia                         | Valentino Rossi                 | Yamaha                          |
| 2006 | Mugello  | Mattia Pasini                   | Aprilia                         | Jorge Lorenzo                   | Aprilia                         | Valentino Rossi                 | Yamaha                          |
| 2005 | Mugello  | Gábor Talmácsi                  | KTM                             | Daniel Pedrosa                  | Honda                           | Valentino Rossi                 | Yamaha                          |
| 2004 | Mugello  | Roberto Locatelli               | Aprilia                         | Sebastian Porto                 | Aprilia                         | Valentino Rossi                 | Yamaha                          |
| 2003 | Mugello  | Lucio Cecchinello               | Aprilia                         | Manuel Poggiali                 | Aprilia                         | Valentino Rossi                 | Honda                           |
| 2002 | Mugello  | Manuel Poggiali                 | Gilera                          | Marco Melandri                  | Aprilia                         | Valentino Rossi                 | Honda                           |
| Año  | Circuito | 125cc                           | 125cc                           | 250cc                           | 250cc                           | 500cc                           | 500cc                           |
| Año  | Circuito | Piloto                          | Constructor                     | Piloto                          | Constructor                     | Piloto                          | Constructor                     |
| 2001 | Mugello  | Noboru Ueda                     | TSR-Honda                       | Tetsuya Harada                  | Aprilia                         | Alex Barros                     | Honda                           |
| 2000 | Mugello  | Roberto Locatelli               | Aprilia                         | Shinya Nakano                   | Yamaha                          | Loris Capirossi                 | Honda                           |
| 1999 | Mugello  | Roberto Locatelli               | Aprilia                         | Valentino Rossi                 | Aprilia                         | Àlex Crivillé                   | Honda                           |
| 1998 | Mugello  | Tomomi Manako                   | Honda                           | Marcellino Lucchi               | Aprilia                         | Michael Doohan                  | Honda                           |
| 1997 | Mugello  | Valentino Rossi                 | Aprilia                         | Max Biaggi                      | Honda                           | Michael Doohan                  | Honda                           |
| 1996 | Mugello  | Peter Öttl                      | Aprilia                         | Max Biaggi                      | Aprilia                         | Michael Doohan                  | Honda                           |
| 1995 | Mugello  | Haruchika Aoki                  | Honda                           | Max Biaggi                      | Aprilia                         | Michael Doohan                  | Honda                           |
| 1994 | Mugello  | Noboru Ueda                     | Honda                           | Ralf Waldmann                   | Honda                           | Michael Doohan                  | Honda                           |
| 1993 | Misano   | Dirk Raudies                    | Honda                           | Jean-Philippe Ruggia            | Aprilia                         | Luca Cadalora                   | Yamaha                          |
| 1992 | Mugello  | Ezio Gianola                    | Honda                           | Luca Cadalora                   | Honda                           | Kevin Schwantz                  | Suzuki                          |
| 1991 | Misano   | Fausto Gresini                  | Honda                           | Luca Cadalora                   | Honda                           | Michael Doohan                  | Honda                           |

## Ganadores del Gran Premio de las Naciones

### Ganadores múltiples (pilotos)
| # Victorias | Piloto             | Victorias | Victorias                                |
| # Victorias | Piloto             | Categoría | Años ganador                             |
| ----------- | ------------------ | --------- | ---------------------------------------- |
| 13          | Giacomo Agostini   | 500 cc    | 1966, 1967, 1968, 1970, 1972, 1975       |
| 13          | Giacomo Agostini   | 350 cc    | 1965, 1966, 1968, 1970, 1972, 1973, 1974 |
| 9           | Carlo Ubbiali      | 250 cc    | 1955, 1956, 1959, 1960                   |
| 9           | Carlo Ubbiali      | 125 cc    | 1951, 1955, 1956, 1957, 1960             |
| 9           | Ángel Nieto        | 125 cc    | 1970, 1972, 1974, 1979, 1982, 1983, 1984 |
| 9           | Ángel Nieto        | 50 cc     | 1975, 1976                               |
| 6           | Geoff Duke         | 500 cc    | 1950, 1953, 1954, 1956                   |
| 6           | Geoff Duke         | 350 cc    | 1950, 1951                               |
| 6           | Mike Hailwood      | 500 cc    | 1961, 1962, 1963, 1964, 1965             |
| 6           | Mike Hailwood      | 250 cc    | 1966                                     |
| 5           | John Surtees       | 500 cc    | 1958, 1959, 1960                         |
| 5           | John Surtees       | 350 cc    | 1958, 1959                               |
| 5           | Jim Redman         | 350 cc    | 1962, 1963, 1964                         |
| 5           | Jim Redman         | 250 cc    | 1961, 1962                               |
| 5           | Phil Read          | 350 cc    | 1969                                     |
| 5           | Phil Read          | 250 cc    | 1964, 1967, 1968, 1969                   |
| 5           | Eugenio Lazzarini  | 125 cc    | 1978                                     |
| 5           | Eugenio Lazzarini  | 50 cc     | 1977, 1979, 1980, 1982                   |
| 5           | Pier Paolo Bianchi | 125 cc    | 1976, 1977, 1980, 1985                   |
| 5           | Pier Paolo Bianchi | 80 cc     | 1984                                     |
| 5           | Jorge Martínez     | 125 cc    | 1988, 1990                               |
| 5           | Jorge Martínez     | 80 cc     | 1985, 1987, 1988                         |
| 4           | Enrico Lorenzetti  | 350 cc    | 1953                                     |
| 4           | Enrico Lorenzetti  | 250 cc    | 1951, 1952, 1953                         |
| 4           | Jan de Vries       | 50 cc     | 1970, 1971, 1972, 1973                   |
| 4           | Kenny Roberts      | 500 cc    | 1978, 1979, 1980, 1981                   |
| 4           | Freddie Spencer    | 500 cc    | 1983, 1984, 1985                         |
| 4           | Freddie Spencer    | 250 cc    | 1985                                     |
| 4           | Anton Mang         | 250 cc    | 1980, 1982, 1986, 1987                   |

### Por año
| Año  | Circuito | 80 cc                | 125 cc               | 250 cc            | 350 cc             | 500 cc               |
| ---- | -------- | -------------------- | -------------------- | ----------------- | ------------------ | -------------------- |
| 1990 | Misano   |                      | Jorge Martínez Aspar | John Kocinski     |                    | Wayne Rainey         |
| 1989 | Misano   |                      | Ezio Gianola         | Sito Pons         |                    | Pier-Francesco Chili |
| 1988 | Imola    | Jorge Martínez Aspar | Jorge Martínez Aspar | Dominique Sarron  |                    | Eddie Lawson         |
| 1987 | Monza    | Jorge Martínez Aspar | Fausto Gresini       | Anton Mang        |                    | Wayne Gardner        |
| 1986 | Monza    | Stefan Dörflinger    | Fausto Gresini       | Anton Mang        |                    | Eddie Lawson         |
| 1985 | Mugello  | Jorge Martínez Aspar | Pier Paolo Bianchi   | Freddie Spencer   |                    | Freddie Spencer      |
| 1984 | Misano   | Pier Paolo Bianchi   | Ángel Nieto          | Fausto Ricci      |                    | Freddie Spencer      |
| Año  | Circuito | 50 cc                | 125 cc               | 250 cc            | 350 cc             | 500 cc               |
| 1983 | Monza    | Stefan Dörflinger    | Ángel Nieto          | Carlos Lavado     |                    | Freddie Spencer      |
| 1982 | Misano   | Eugenio Lazzarini    | Ángel Nieto          | Anton Mang        | Didier de Radiguès | Franco Uncini        |
| 1981 | Monza    | Ricardo Tormo        | Guy Bertin           | Eric Saul         | Jon Ekerold        | Kenny Roberts        |
| 1980 | Misano   | Eugenio Lazzarini    | Pier Paolo Bianchi   | Anton Mang        | Johnny Cecotto     | Kenny Roberts        |
| 1979 | Imola    | Eugenio Lazzarini    | Ángel Nieto          | Kork Ballington   | Gregg Hansford     | Kenny Roberts        |
| 1978 | Mugello  | Ricardo Tormo        | Eugenio Lazzarini    | Kork Ballington   | Kork Ballington    | Kenny Roberts        |
| 1977 | Imola    | Eugenio Lazzarini    | Pier Paolo Bianchi   | Franco Uncini     | Alan North         | Barry Sheene         |
| 1976 | Mugello  | Ángel Nieto          | Pier Paolo Bianchi   | Walter Villa      | Johnny Cecotto     | Barry Sheene         |
| 1975 | Imola    | Ángel Nieto          | Paolo Pileri         | Walter Villa      | Johnny Cecotto     | Giacomo Agostini     |
| 1974 | Imola    | Henk van Kessel      | Ángel Nieto          | Walter Villa      | Giacomo Agostini   | Franco Bonera        |
| 1973 | Monza    | Jan de Vries         | Kent Andersson       | Carrera cancelada | Giacomo Agostini   | Carrera cancelada    |
| 1972 | Imola    | Jan de Vries         | Ángel Nieto          | Renzo Pasolini    | Giacomo Agostini   | Giacomo Agostini     |
| 1971 | Monza    | Jan de Vries         | Gilberto Parlotti    | Gyula Marsovsky   | Jarno Saarinen     | Alberto Pagani       |
| 1970 | Monza    | Jan de Vries         | Ángel Nieto          | Rod Gould         | Giacomo Agostini   | Giacomo Agostini     |
| 1969 | Monza    | Paul Lodewijkx       | Dave Simmonds        | Phil Read         | Phil Read          | Alberto Pagani       |
| 1968 | Monza    |                      | Bill Ivy             | Phil Read         | Giacomo Agostini   | Giacomo Agostini     |
| 1967 | Monza    |                      | Bill Ivy             | Phil Read         | Ralph Bryans       | Giacomo Agostini     |
| 1966 | Monza    | Hans-Georg Anscheidt | Luigi Taveri         | Mike Hailwood     | Giacomo Agostini   | Giacomo Agostini     |
| 1965 | Monza    |                      | Hugh Anderson        | Tarquinio Provini | Giacomo Agostini   | Mike Hailwood        |
| 1964 | Monza    |                      | Luigi Taveri         | Phil Read         | Jim Redman         | Mike Hailwood        |
| 1963 | Monza    |                      | Luigi Taveri         | Tarquinio Provini | Jim Redman         | Mike Hailwood        |
| 1962 | Monza    | Hans-Georg Anscheidt | Teisuke Tanaka       | Jim Redman        | Jim Redman         | Mike Hailwood        |
| 1961 | Monza    |                      | Ernst Degner         | Jim Redman        | Gary Hocking       | Mike Hailwood        |
| 1960 | Monza    |                      | Carlo Ubbiali        | Carlo Ubbiali     | Gary Hocking       | John Surtees         |
| 1959 | Monza    |                      | Ernst Degner         | Carlo Ubbiali     | John Surtees       | John Surtees         |
| 1958 | Monza    |                      | Bruno Spaggiari      | Emilio Mendogni   | John Surtees       | John Surtees         |
| 1957 | Monza    |                      | Carlo Ubbiali        | Tarquinio Provini | Bob McIntyre       | Libero Liberati      |
| 1956 | Monza    |                      | Carlo Ubbiali        | Carlo Ubbiali     | Libero Liberati    | Geoff Duke           |
| 1955 | Monza    |                      | Carlo Ubbiali        | Carlo Ubbiali     | Dickie Dale        | Umberto Masetti      |
| 1954 | Monza    |                      | Guido Sala           | Arthur Wheeler    | Fergus Anderson    | Geoff Duke           |
| 1953 | Monza    |                      | Werner Haas          | Enrico Lorenzetti | Enrico Lorenzetti  | Geoff Duke           |
| 1952 | Monza    |                      | Emilio Mendogni      | Enrico Lorenzetti | Ray Amm            | Leslie Graham        |
| 1951 | Monza    |                      | Carlo Ubbiali        | Enrico Lorenzetti | Geoff Duke         | Alfredo Milani       |
| 1950 | Monza    |                      | Gianni Leoni         | Dario Ambrosini   | Geoff Duke         | Geoff Duke           |
| 1949 | Monza    |                      | Gianni Leoni         | Dario Ambrosini   |                    | Nello Pagani         |